# Some Kind of Bliss
»Some Kind of Bliss« je pesem avstralske pevke Kylie Minogue. Napisali so jo Kylie Minogue, Sean Moore (pevec in bobnar glasbene skupine Manic Street Preachers) in James Dean Bradfield, izšla pa je preko njenega šestega glasbenega albuma, Impossible Princess (1997). Pesem je imela bolj trd zvok kot večina pesmi Kylie Minogue, saj je vključevala veliko več kitar in bobnov ter imela večji poudarek na ritmu. Pesem je septembra 1997 izšla kot prvi singl z albuma, glasbeni kritiki pa so ji ob izidu dodelili mešane ocene. Požela je zmeren komercialni uspeh, saj je zasedla eno izmed prvih štiridesetih mest na avstralski in britanski glasbeni lestvici.
Poročali so, da je Kylie Minogue sama želela, da bi kot prvi in glavni singl z albuma Impossible Princess izdali pesem »Limbo«, založba Deconstruction pa naj bi menila, da pesem ni primerna za singl, zato so se odločili, da jo bodo izdali kot B-stran prvega singla, pesmi »Some Kind of Bliss«. Kylie Minogue naj bi se strinjala, da je pesem »Some Kind of Bliss« dobra izbira, čeprav je sama ne bi izbrala. Dejala je, da bo oboževalce dobro pripravila na album sam. Menila je, da se z besedilom in glasbo sicer precej razlikuje od ostalih pesmi z albuma, a da pesem »Some Kind of Bliss« predstavlja dober začetek.
Glasbena skupina Manic Street Preachers je želela, da bi Kylie Minogue z njimi sodelovala pri njihovi pesmi »Little Baby Nothing« z njihovega albuma Generation Terrorists, a ker je bila Kylie Minogue takrat zaposlena, so za pesem uporabili Traci Lords. Kylie Minogue je pesem kasneje z njimi izvedla na nekaterih od njihovih koncertov.
Singl je na britanski glasbeni lestvici zasedel komaj dvaindvajseto mesto, na avstralski pa le sedemindvajseto, s čimer je postal eden od njenih najmanj uspešnih singlov.
Za razliko od njenih prejšnjih singlov Kylie Minogue za B-stran singla »Some Kind of Bliss« ni uporabila neizdanih pesmi. Namesto tega je kot B-stran izdala pesem »Limbo«, v Veliki Britaniji pa še pesem »Love Takes over Me«; ta pesem pa je ostala neizdana. Na začetku so jo sicer nameravali izdati preko albuma Impossible Princess, a je nazadnje niso.

## Videospot
V videospotu za pesem je zaigral tudi Dexter Fletcher. Posneli so ga v puščavi Tabernas v Španiji. Dexter Fletcher je v videospotu igral njenega ljubimca, s katerim začneta afero takoj po tem, ko jo izpustijo iz zapora. Skupaj ustvarajata načrte za rope, s katerimi bi obogatela. Eden od načrtov deluje. Par zapelje pred bencinsko postajo in Kylie Minogue izstopi iz avtomobila, oblečena v zelo oprijeto obleko. Dexter Fletcher odide do prodajalca in mu plača za bencin, medtem pa se Kylie Minogue spogleduje z njim. Lik Dexterja Fletcherja medtem oropa bencinsko črpalko. Nato načrtujeta rop banke; to Kylie Minogue zopet izvede v zelo oprijeti obleki. Dexter Fletcher odide v banko in jo namerava oropati, medtem pa Kylie Minogue čaka zunaj in straži. A ko vidi, da prihaja policija in da nameravajo Dexterja Fletcherja aretirati, skoči v avtomobil in pobegne. Videospot je večina ljudi označila za zelo zapletenega; menili so, da ga je ob prvem pogledu težko razumeti. Vključili so ga na avstralsko izdajo DVD-ja Greatest Hits 87-98.

## Formati
| CD s singlom    | CD s singlom                             | CD s singlom |
| Št.             | Naslov                                   | Dolžina      |
| --------------- | ---------------------------------------- | ------------ |
| 1.              | „Some Kind of Bliss‟                     | 4:13         |
| 2.              | „Limbo‟                                  | 4:06         |
| 3.              | „Some Kind of Bliss‟ (Quivverjev remiks) | 8:39         |
| Skupna dolžina: | Skupna dolžina:                          | 16:58        |

| Evropski CD s singlom | Evropski CD s singlom | Evropski CD s singlom |
| Št.                   | Naslov                | Dolžina               |
| --------------------- | --------------------- | --------------------- |
| 1.                    | „Some Kind of Bliss‟  | 4:13                  |
| 2.                    | „Limbo‟               | 4:06                  |
| Skupna dolžina:       | Skupna dolžina:       | 8:19                  |

| Britanska kaseta s singlom | Britanska kaseta s singlom    | Britanska kaseta s singlom |
| Št.                        | Naslov                        | Dolžina                    |
| -------------------------- | ----------------------------- | -------------------------- |
| 1.                         | „Some Kind of Bliss‟ (remiks) | 3:50                       |
| 2.                         | „Limbo‟                       | 4:06                       |
| Skupna dolžina:            | Skupna dolžina:               | 7:56                       |

| Britanska vinilka s singlom | Britanska vinilka s singlom   | Britanska vinilka s singlom |
| Št.                         | Naslov                        | Dolžina                     |
| --------------------------- | ----------------------------- | --------------------------- |
| 1.                          | „Some Kind of Bliss‟ (remiks) | 3:50                        |
| 2.                          | „Love Takes Over Me‟ (singl)  | 4:09                        |
| Skupna dolžina:             | Skupna dolžina:               | 7:59                        |

## Nastopi v živo
Kylie Minogue je s pesmijo »Some Kind of Bliss« nastopila na naslednjih koncertnih turnejah:
- Intimate and Live Tour

## Ostali ustvarjalci
Vir:
| - Kylie Minogue - glavni vokali, spremljevalni vokali - James Dean Bradfield - kitara, bas kitara - Nick Nasmyth - sintetizator - Sean Moore - bobni - Andy Duncan - tolkala |

## Dosežki
| Lestvica (1997)     | Dosežek |
| ------------------- | ------- |
| Avstralija          | 27      |
| Evropa              | 24      |
| Estonija            | 15      |
| Grčija              | 7       |
| Madžarska           | 3       |
| Italija             | 17      |
| Nova Zelandija      | 46      |
| Rusija              | 20      |
| Slovenija           | 36      |
| Združeno kraljestvo | 22      |